# Аверон (департамент)
 Тази статия е за департамента във Франция.  За реката вижте Аверон.  
Аверон (на френски: Aveyron) е департамент в регион Окситания, южна Франция. Образуван е през 1790 година на територията на дотогавашната провинция Руерг и получава името на река Аверон. Площта му е 8735 км², а населението – 280 258 души (2016). Административен център е град Родез.